# 導流帯

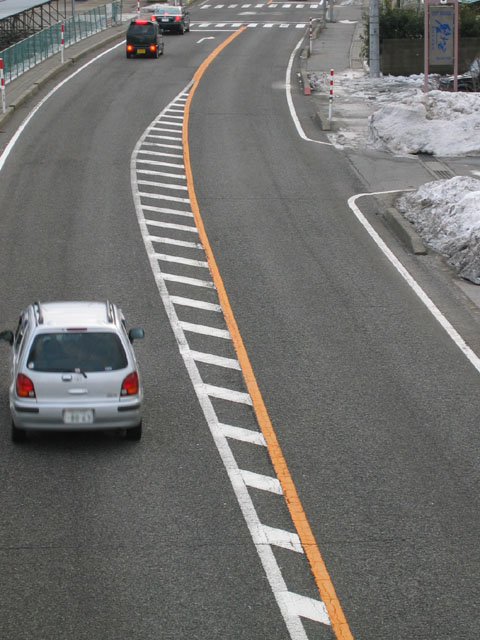
導流帯（中央分離帯なし）

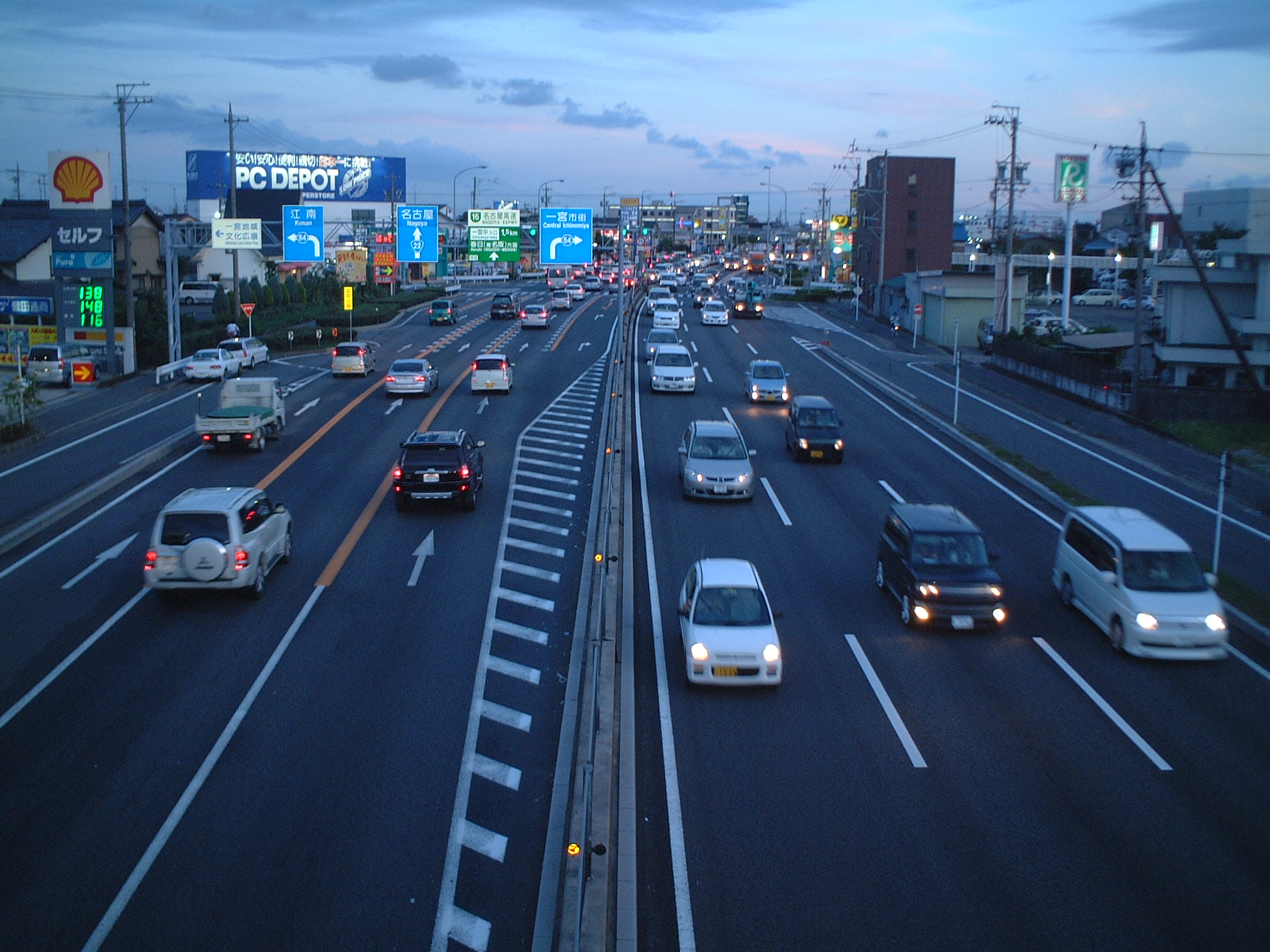
導流帯（中央分離帯あり）

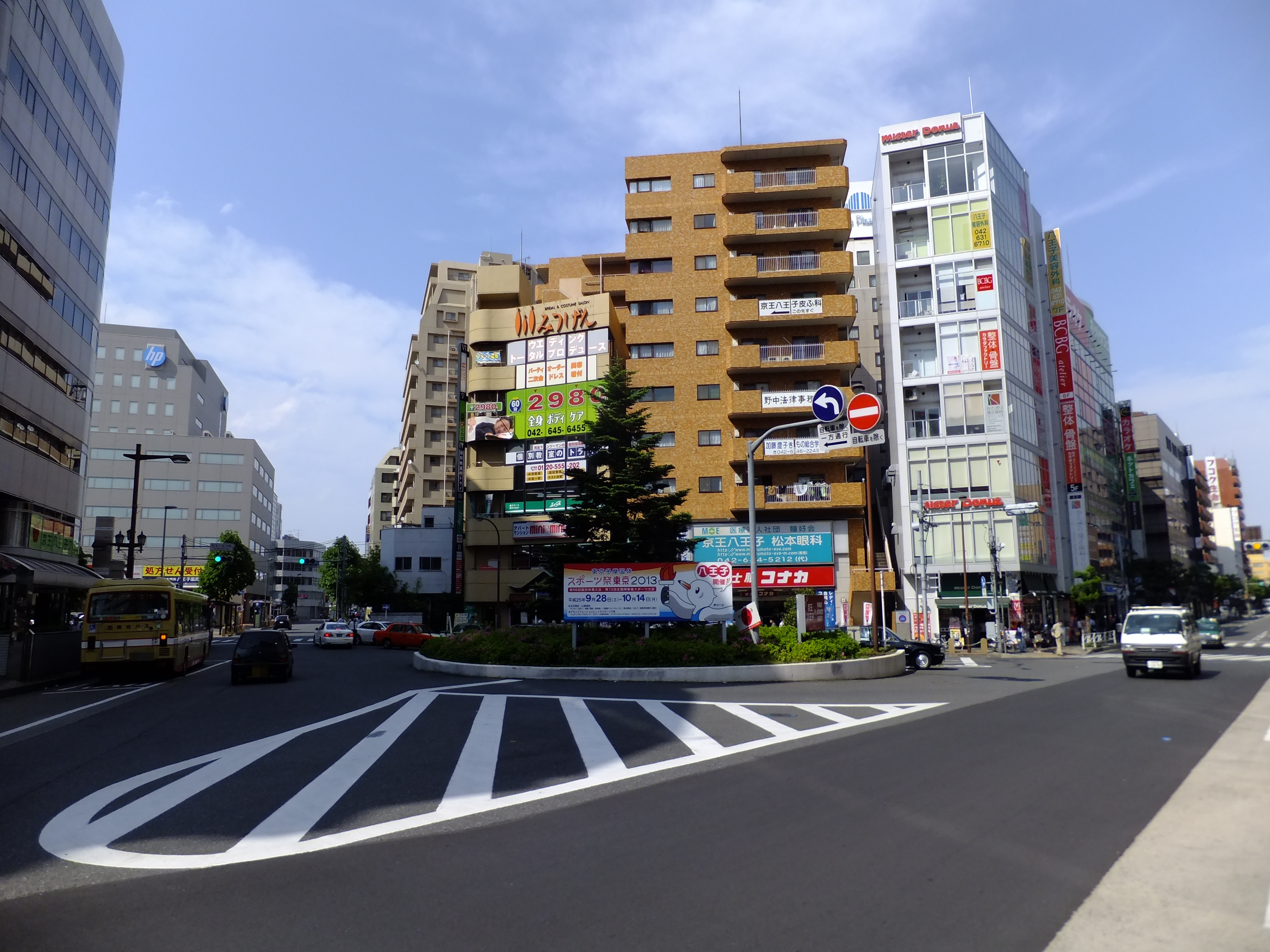
交差点に設けられた導流帯

導流帯（どうりゅうたい）は、車両の安全かつ円滑な走行を誘導する必要がある場所を表示する道路の区画線で、道路標示（指示標示）である。道路法令のひとつである道路標識、区画線及び道路標示に関する命令において定められており、白のゼブラ表示で表される。通称、ゼブラゾーン。

## 設置の対象となる道路
導流帯は、車両の安全かつ円滑な走行を誘導する必要がある場所で、次のいずれかに該当する道路に設置される
- 交差点が広すぎるため、交差点を通行する車両の走行位置が不安定で交差点の処理能力が低下し、又はこれに起因する交通渋滞若しくは交通事故が発生するおそれのある道路
- 交差点が変形又は複雑であるため、車両の交錯が多く、これに起因する交通渋滞又は交通事故が発生するおそれがある道路
- 車線数が減少する場所その他道路の形状及び交通の状況からみて安全かつ円滑な走行を誘導する必要があると認められる道路[2]

国家公安委員会告示である交通の方法に関する教則では「車の通行を安全で円滑に誘導するため、車が通らないようにしている道路の部分であること」と説明されている。

## 走行について
車が通行しないよう誘導する際に設置される区画線・道路標示であるが、道路交通法では導流帯に入ること自体は禁止されておらず、罰則もない。ただし、各都道府県の公安委員会が独自に定めた事項によってはこの限りではなく、宮城県内では同県公安委員会が定めた道路交通規則第14条 (4) に基づき、導流帯を含む道路標示の上をみだりに運転することを禁じている。
付近において事故が発生した際に導流帯を通行していた場合、通行していなかった場合と比べて過失割合が一定程度上乗せされる場合がある。
なお、導流帯に類似したものに、白の斜線のゼブラ表示を黄の縁線で囲んだ「立入り禁止部分」の規制標示がある。この標示は、道路交通法第17条第6項で定められた車両の通行の用に供しない部分であることを表示するもので、立ち入りが禁止され、違反に対する罰則も定められている、

## 事故
2019年、大阪府大阪市住之江区において、走行車線脇のゼブラゾーンに保冷車を停車させていたことで死亡事故を誘発し、その後現場を離れた運転手が、自動車運転処罰法違反（過失致死）と道路交通法違反（ひき逃げ）の容疑で逮捕された例がある。

## ギャラリー

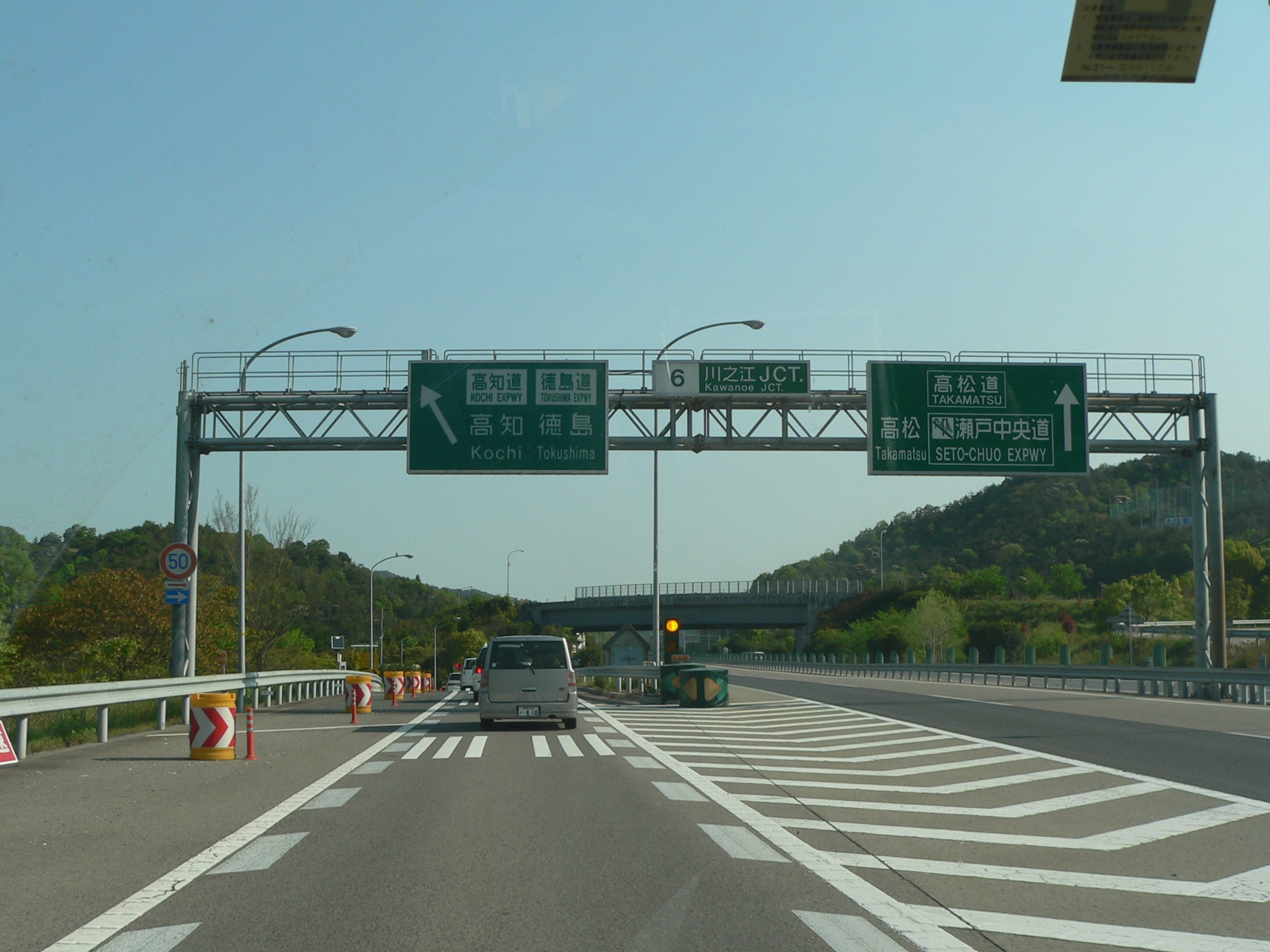
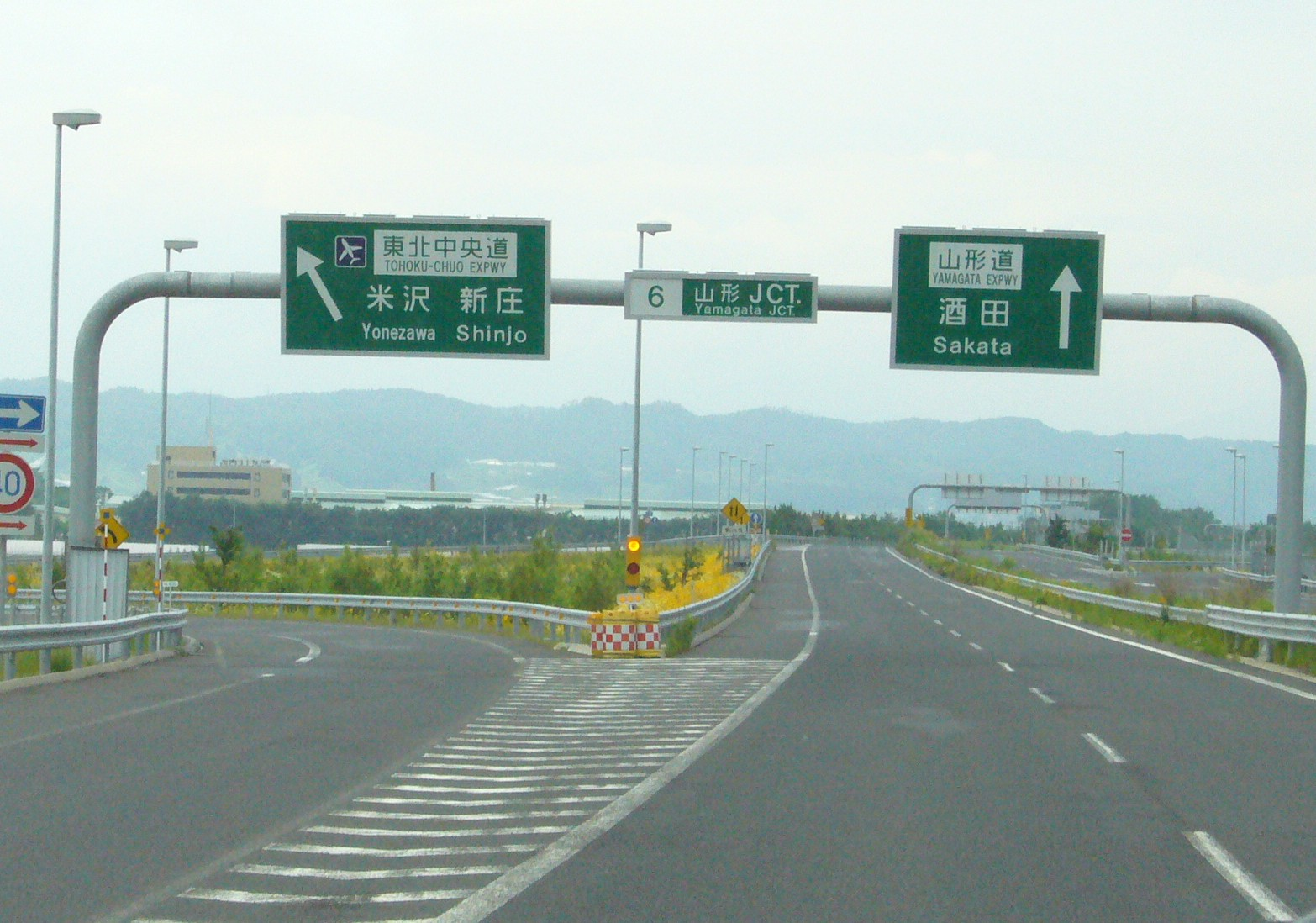
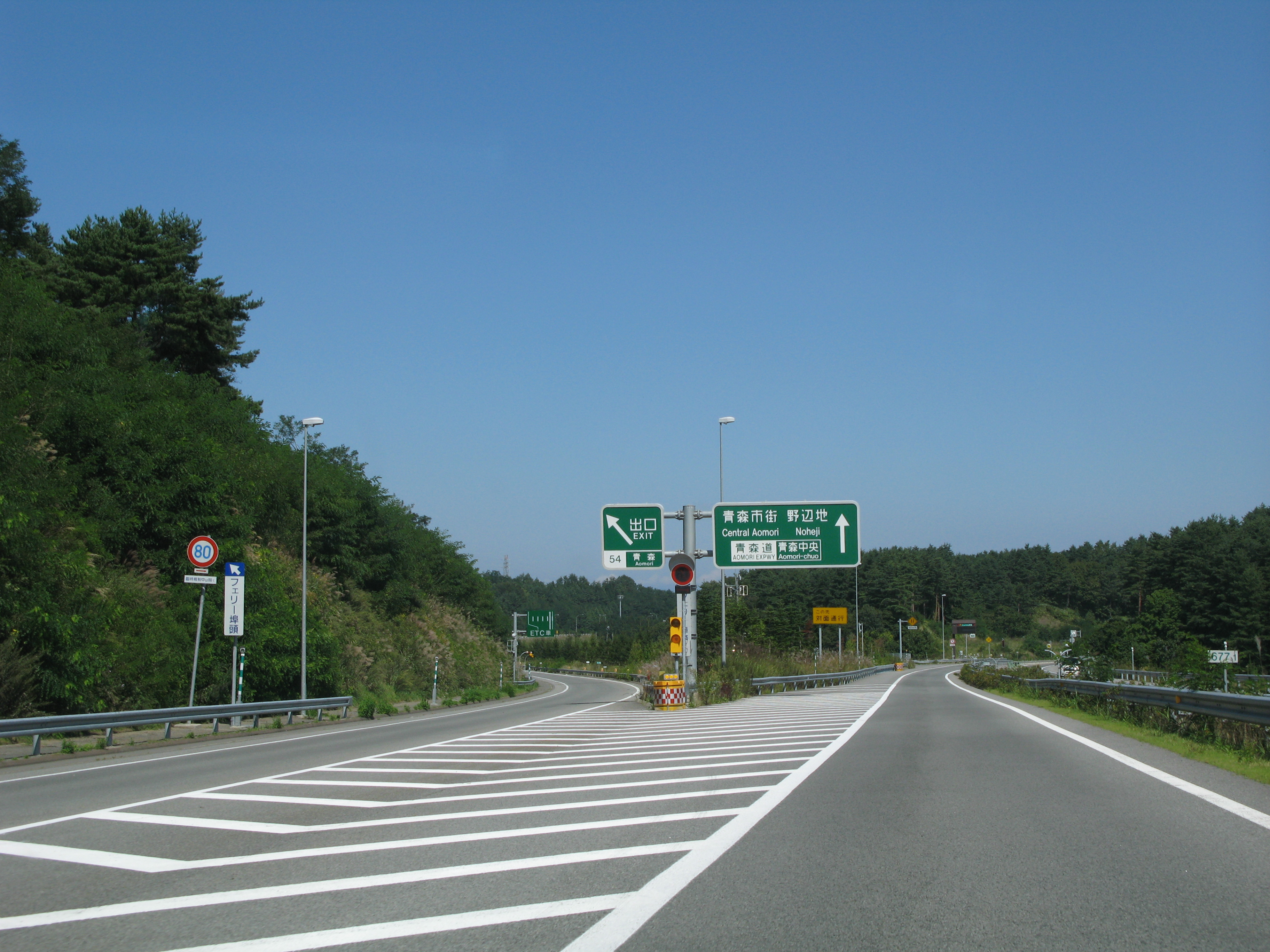
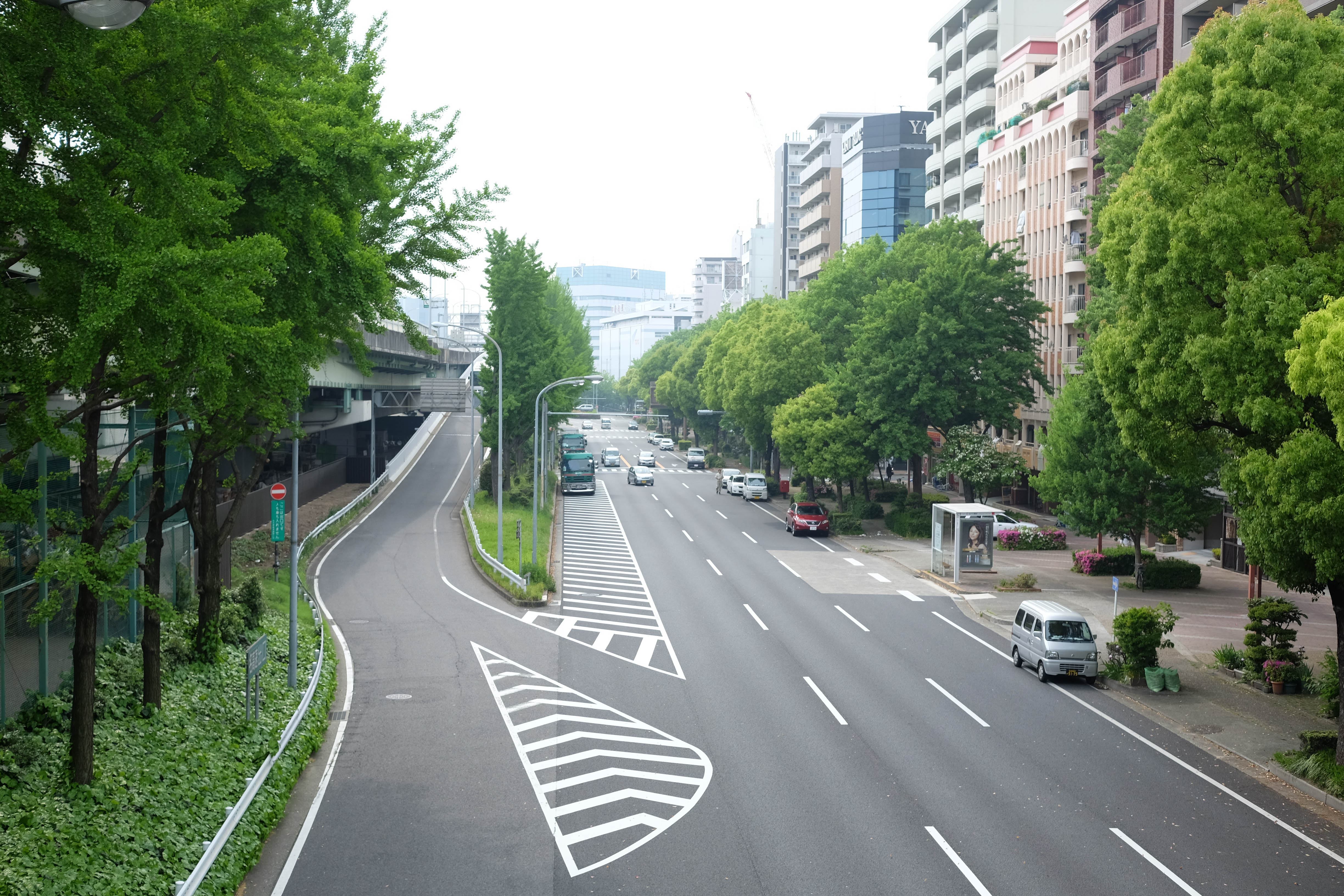
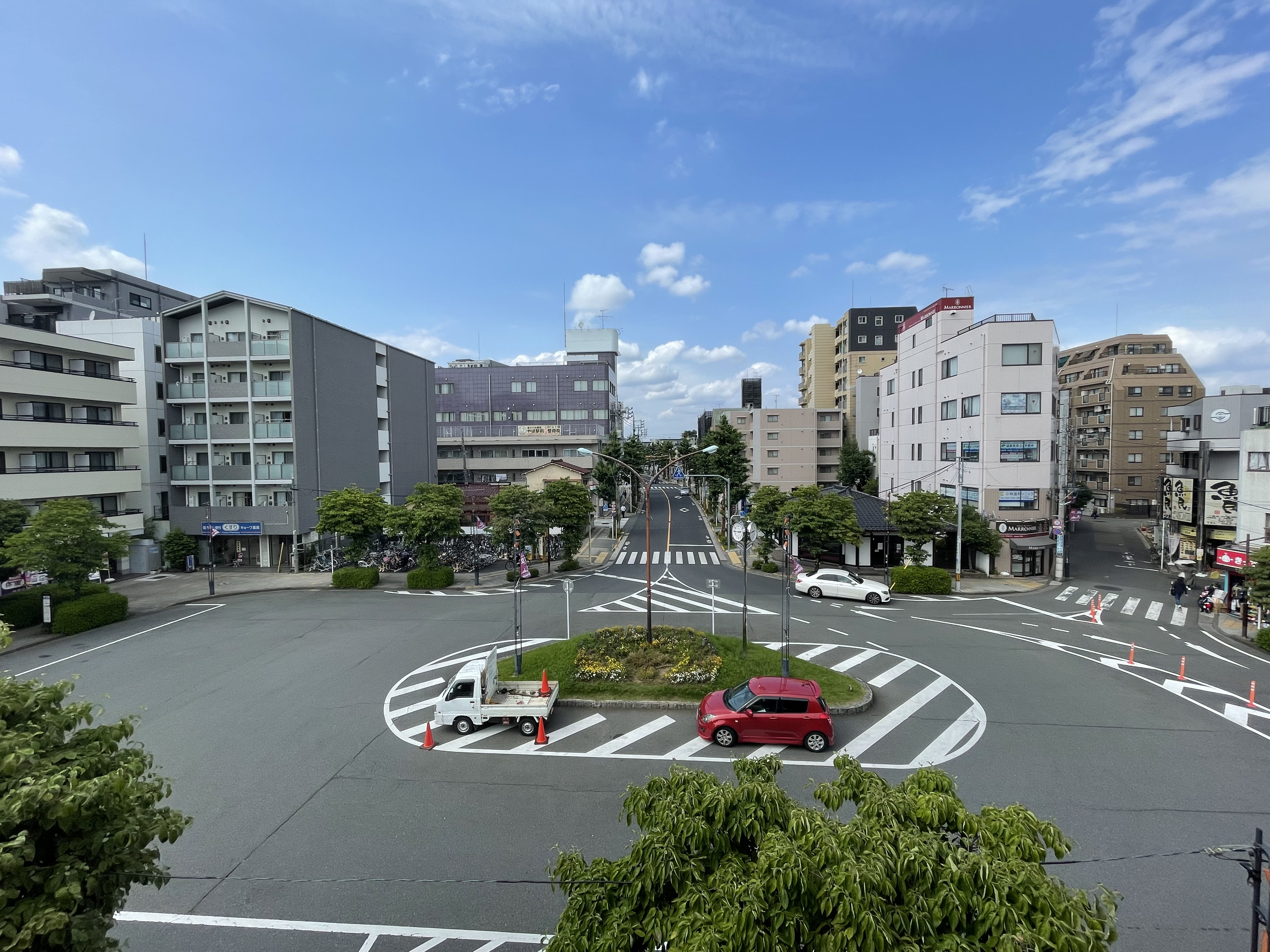
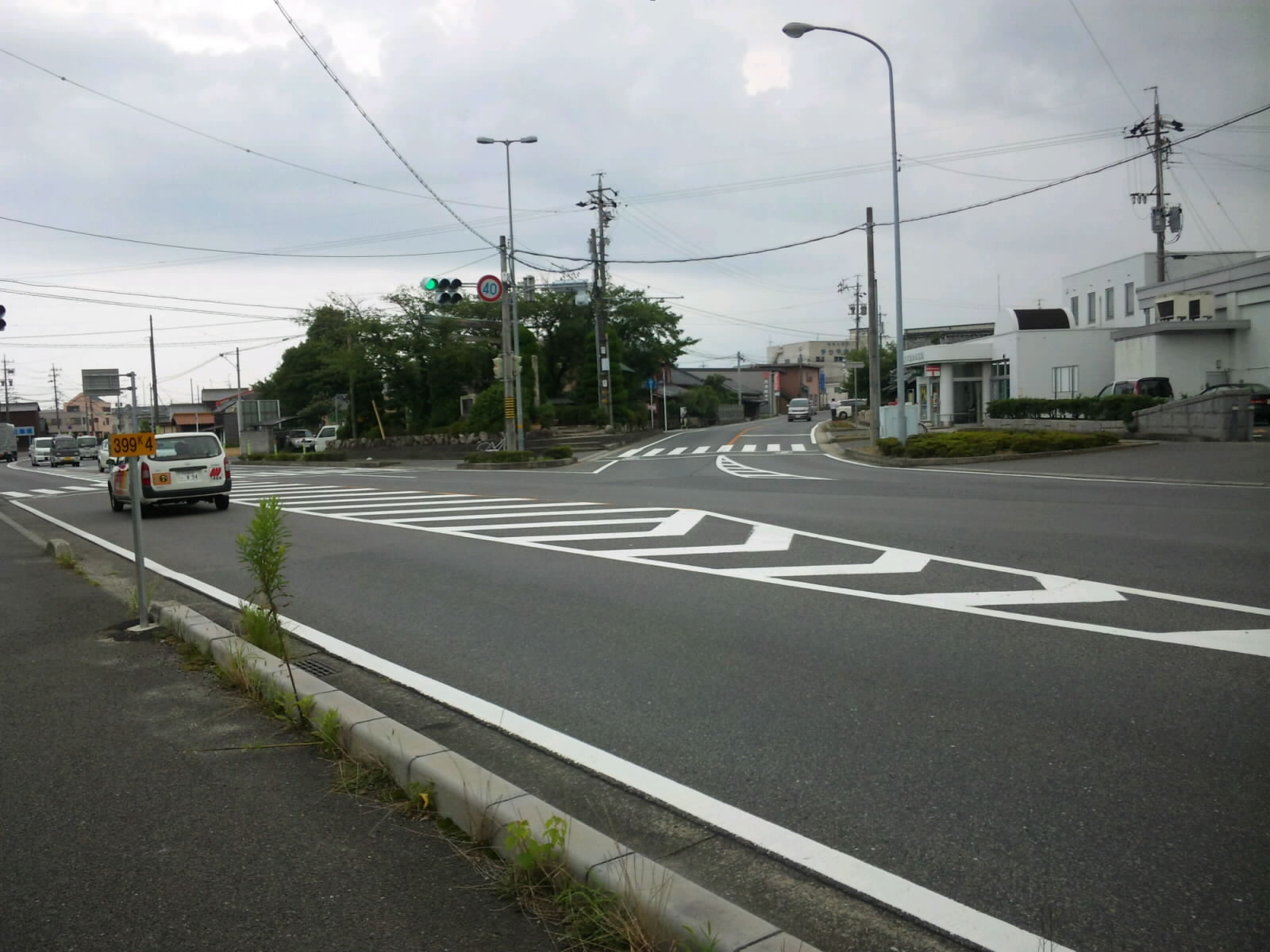
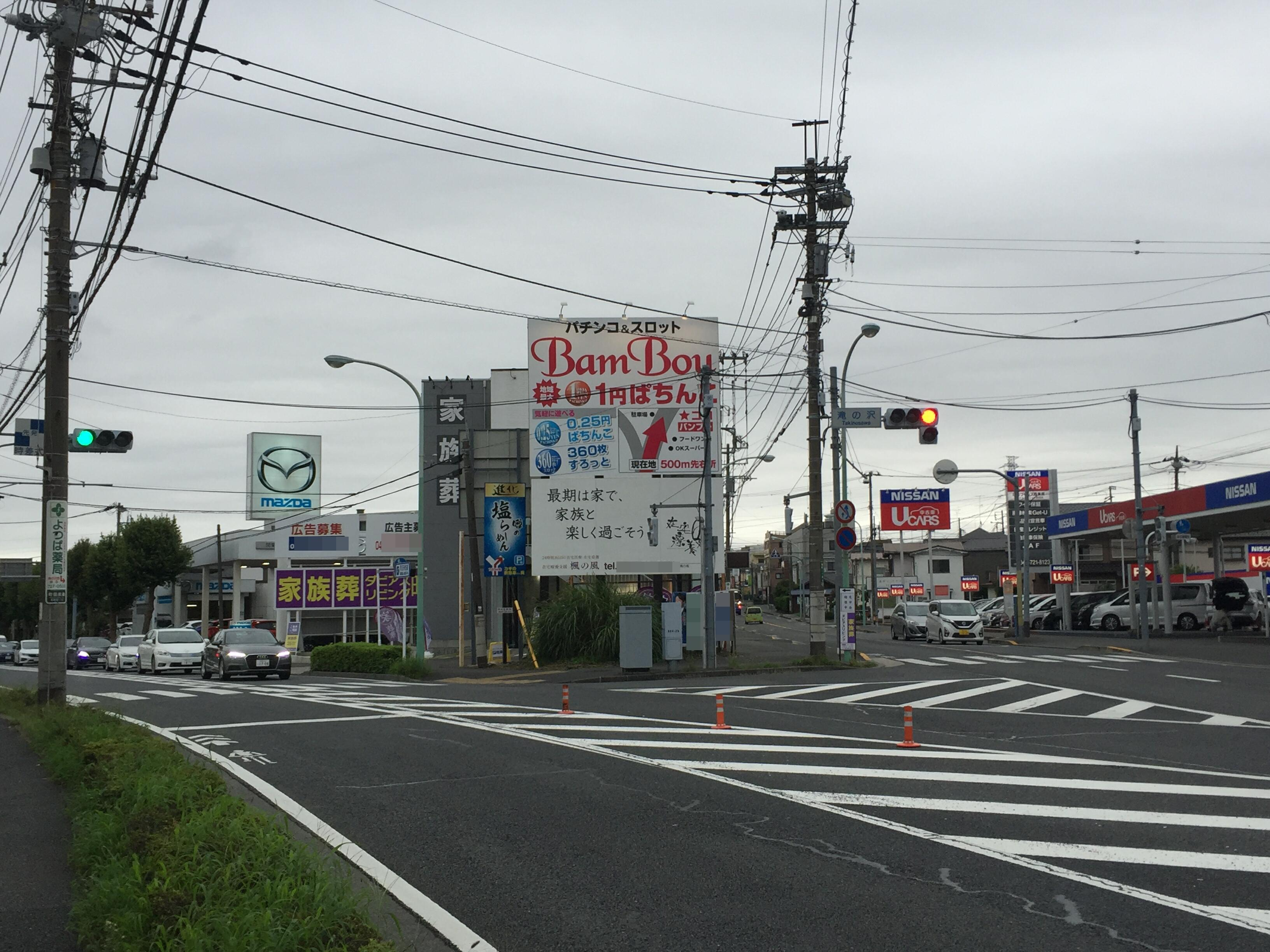